# ميك أستون
ميك أستون (بالإنجليزية: Mick Aston)‏ هو عالم إنسان بريطاني، ولد في 1 يوليو 1946 في Oldbury, West Midlands ‏ في المملكة المتحدة، وتوفي في 24 يونيو 2013 في Winscombe ‏ في المملكة المتحدة.

## وصلات خارجية
- ميك أستون على موقع IMDb (الإنجليزية)
- ميك أستون على موقع قاعدة بيانات الفيلم (الإنجليزية)